# エンコミエンダ制
エンコミエンダ制（エンコミエンダせい、スペイン語: encomienda）は、スペインがアメリカ大陸・フィリピンを植民地支配する上で採用した植民地住民支配制度。

## エンコミエンダの成立
エンコミエンダは、スペイン王室がスペイン人入植者に、その功績に対する王室からの下賜として、一定地域の先住民を「委託する（エンコメンダール）」という制度であり、エンコミエンダの信託を受けた個人をエンコメンデーロ（スペイン語: encomendero）と呼んだ。征服者や入植者にその功績や身分に応じて一定数のインディオを割り当て、一定期間その労働力を利用し、貢納物を受け取る権利を与えるとともに、彼らを保護しキリスト教徒に改宗させることを義務付けた。
エンコミエンダと呼ばれる仕組みは、レコンキスタ時代のイベリア半島にもすでに存在し、やがてカナリア諸島に導入されたのち、コロンブスによってカリブ海のイスパニョーラ島で実施されている。しかし、コロンブス時代に実施されたエンコミエンダは、土地を配分する仕組みであり、上述した制度とは内容が異なっている。
土地ではなく、先住民の信託を主軸においたエンコミエンダ制度は1502年、イスパニョーラ（ハイチ・ドミニカ）総督として赴任したニコラス・デ・オバンドが、イサベル女王に提案して、その許可を受けたことで始まった。

## 制度の概要
エンコメンデーロの多くはコンキスタドールであった。遠隔地の広大な領域を確保するために、スペイン王権はコンキスタドールを活用した。彼らが信託を受けた地域は、中世における領地のような地域を構成したが、住民の身分はスペイン国王の臣民であった。この点でエンコミエンダ制は奴隷制と異なった。
インディオはエンコミエンダ制に支えられた強制労働による鉱山やプランテーションでの酷使や、ヨーロッパから入ってきた疫病により、激減した。西インド諸島の先住民の数も急激に減り、エンコミエンダ制は自然消滅に向かったが、1521年にエルナン・コルテスがメキシコを征服した後、部下に多数の先住民を分配したことで、エンコミエンダ制は大陸部で大規模に展開することになった。
エンコメンデーロの数は、メキシコ、ペルーで各500人程度で、そのほとんどが征服後数年で分配を受けた。エンコミエンダの信託には土地所有権は含まれず、エンコメンデーロ自らが農園を営んだ例はこの時代少なかった。先住民は、兵役や人夫、建築作業や砂金採取、糸紡ぎ、機織りなどの非農牧生産の賦役に用いるのが実態であった。

## エンコミエンダの衰退
16世紀半ばには、早くもエンコミエンダ制の没落が始まった。エンコメンデーロたちは封建時代のような世襲制があるものと考えていたが、スペイン王権は、俸給制に基づく官吏による新大陸の統治の見通しがつき、この制度の撤回に着手するようになった。
カスティーリャ女王イザベラ1世は先住民の奴隷化を禁止し、先住民を「王家の自由な臣下」とみなした。1512年に発布されたブルゴス法以降、様々な「インディアス法」が制定され、入植者と先住民との交流を規制した。先住民とスペイン人は、エンコミエンダ制度に基づいて救済を求めるためにアウディエンシアに訴えることができた。
ラス・カサスやドミニコ会を始めとしたスペインの修道士、知識人らは、制度の導入以来、その惨状から撤廃と先住民保護を訴え続けていた。彼らはエンコミエンダ制を名指しで非難し、いくつかの奴隷解放についての勅令があった後、最終的に1542年、インディアス新法が公布された。この法律によりエンコミエンダ制は公式に撤廃された、再び奴隷化を禁止しただけではなく、すでに奴隷になっている者も解放するように命じた。
エンコメンデロの没落には地域差があり、かなり後まで実力を保持した地域もある。実際には、エンコミエンダは18世紀後半まで残った。資源に乏しいユカタン半島では法的に特例を認められて18世紀末までエンコミエンダが残った。

## 奴隷制との関連
新大陸の征服当初から、スペイン人はインディオを労働力として奴隷化していた。征服戦争や反乱の鎮圧で捕虜にした奴隷と、インディオ社会からすでに奴隷であったレスカテ奴隷があったが、平和に暮らすインディオを反乱インディオと称して奴隷化したり、パヌコ地方やヌエバ・ガリシアではあからさまに奴隷化する例もあった。征服以前から奴隷が貨幣代わりに使われたり、貢納されたりしていたため、エンコメンデロに奴隷が貢納される例もあった。
奴隷を認めない最初の勅令が1530年にコルテスに届いた時、すでにエンコミエンダ制は既成事実であった。征服者らの訴えにより1534年には戦争捕虜とレスカテ奴隷はいったん認められたが、1542年のインディアス新法によって奴隷解放が命ぜられ、1548年には女性と子供の奴隷は無条件で、成年男性の奴隷は身分を証明できない限り解放という命令が下りた。
通常、エンコメンデーロはスペイン人町に居住し、インディオは自分の村で貢納用の作地を無償で耕作し、時々エンコメンデロの土地に行き無償で働くという状況であった。このため、農村に住むインディオは使い勝手が悪いとエンコメンデロは感じ、恒常的に定着して労働するインディオもしくは黒人奴隷を求めた。1549年にはエンコミエンダのインディオをいかなる理由でも私的賦役に用いることを禁じられ、エンコミエンダ制はこれ以降、単に貢納を徴収するだけの制度になった。

## 労働制度のその後
エンコミエンダ制度は、徐々に王室が管理するレパルティミエント制度とアシエンダに取って代わった。そこで労働者は、アシエンダの所有者に直接雇用された。エンコミエンダと同様に、レパルティミエントでも土地は誰にも帰属せず、先住民労働力の割り当てだけが与えられた。しかし労働力が、スペイン王権に直接割り当てられたという点で異なった。王室は、地方の官吏を通じて、一定の時間 (通常は数週間) 入植者のために働く彼らを割り当てた。レパルティミエントは「強制労働の弊害を減らす」試みであった。17世紀、先住民の数が減少し、採掘が農業へと代わると、労働力の獲得よりも土地の所有のほうがより有益になったため、アシエンダが発達した。